# Casa Dymaxion

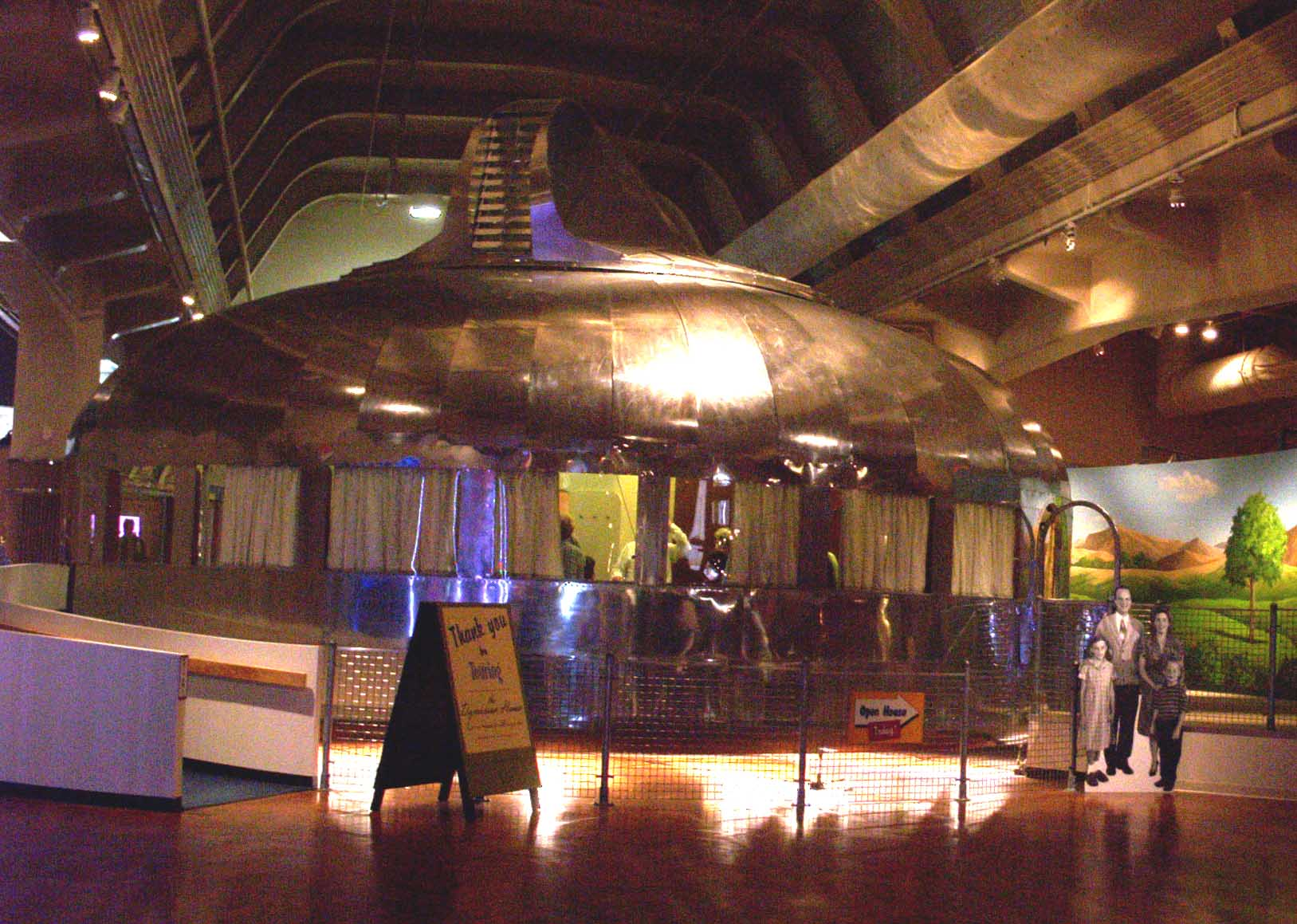
La casa Dymaxion instalada en el Henry Ford Museum

La casa Dymaxion fue desarrollada por el inventor estadounidense Buckminster Fuller en los años 30 para corregir muchos fallos que había encontrado en las técnicas de construcción existentes en ese momento. Fuller diseñó muchas versiones diferentes de la casa en momentos diferentes, había kits prefabricados que se ensamblaban in situ diseñados para ser adecuados para cualquier lugar o entorno y para usar los recursos de forma eficiente. Una consideración importante en su diseño fue la facilidad de transporte y ensamblaje.
La palabra Dymaxion es una marca que Fuller empleó para muchas de sus invenciones.

## Historia
La hija menor de Fuller murió de una infección contraída porque vivían en una casa pobre en un invierno en Chicago. Esta tragedia personal cambió para siempre las prioridades de Fuller. El primer y más exitoso diseño «Dymaxion» fue para la Unión Soviética, para fabricar casas temporales durante la Segunda Guerra Mundial. Se produjo en masa y se basó en las herramientas necesarias para construir un silo de chapas metálicas. Se construyeron e instalaron centenares de unidades, pero antes de que terminase la guerra el ministerio de vivienda decidió que los habitáculos eran inapropiados para el uso permanente. Los habitantes de las casas en forma de silo dijeron que eran cálidas, fáciles de calentar, bien iluminadas, a prueba de insectos y decididamente superiores a los habitáculos disponibles anteriormente para el alojamiento temporal.
La casa de silo fue el primer sistema en el que Fuller se percató del «efecto cúpula». Muchas instalaciones han mostrado que una cúpula induce un vórtice vertical de calor que aspira el aire más frío de una cúpula si hay una respiración adecuada (un único respiradero superior y respiraderos periféricos). Fuller adaptó las últimas unidades de las casas silo para sacar provecho de este efecto.
El diseño final de la casa Dymaxion empleaba un puntal de acero inoxidable. Estructuras similares a los radios de una rueda de bicicleta colgaban del puntal para aguantar el tejado. Abanicos en forma de cuña de aluminio formaban el tejado, el techo y el suelo. Cada estructura se ensamblaba a nivel del suelo y se elevaban usando el puntal como soporte. La casa Dymaxion fue el primer esfuerzo consciente de construir un edificio autónomo del siglo XX.
El prototipo proponía usar un lavabo de embalaje, almacenamiento de agua y un ventilador de convección construido en el propio tejado. Estaba diseñado para las áreas tormentosas del mundo: las islas oceánicas y grandes llanuras de América del Norte, América del Sur y Eurasia. En muchas casas modernas, el lavadero, las duchas y los inodoros son los puntos donde se emplea más agua, mientras que el beber, cocinar y lavar los platos consumen menos de veinte litros por día. La casa Dymaxion proponía reducir el consumo de agua mediante su reutilización, un sistema de lavado de ropa eficiente y un dispositivo de aseo personal llamado fogger. El fogger emplearía partículas muy pequeñas de agua dispersadas por aire comprimido. Permitiría que una persona se bañase con una taza de agua. Se dice que Fuller aseguró que funcionaba con el mismo principio de los desengrasantes comerciales pero con partículas de agua mucho más pequeñas, que lo harían cómodo.

## La casa Dymaxion real
Se diseñaron dos prototipos de casa Dymaxion—una de interior (la casa «Barwise») y otra de exterior (la casa «Danbury»). Nunca se construyó y fue habitada una casa Dymaxion según las instrucciones de Fuller. Un entusiasta adquirió ambos prototipos junto con un surtido de elementos no empleados para rescatarlos tras el fracaso de la iniciativa. Construyó la casa redonda en su propiedad desactivando el ventilador y otras prestaciones del interior. Se habitó durante unos treinta años, aunque como extensión de un rancho que ya existía y no como una casa aislada, como había concebido Fuller. Esta casa, así como las piezas de prototipo fueron adquiridas por el Henry Ford Museum en 1991. Se empleó un procedimiento meticuloso para conservar tantos componentes originales como fue posible y restaurar el resto empleando la documentación original de Fuller. Se instaló en el interior del Henry Ford Museum en 2001.

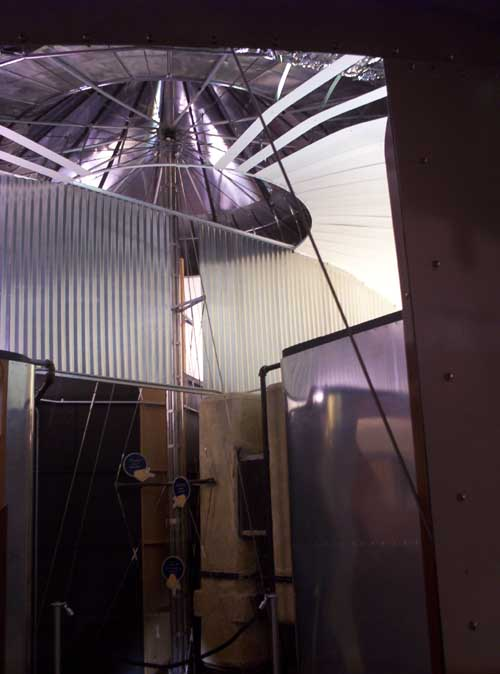
Interior de la Casa Dymaxion mostrando detalles estructurales. Se puede ver el tejado de aluminio parcialmente ensamblado, puntales y la cubierta exterior así como el poste central que soporta la estructura entera y sostiene la fontanería.

 El tejado estaba diseñado para atraer agua del exterior y llevarla al sistema de canalización y de allí a la cisterna en lugar de construir un tejado a prueba de lluvias.
Durante el proceso de diseño la idea del inodoro de embalaje se reemplazó inmediatamente por un sistema séptico convencional porque el plástico de embalar no estaba disponible. Otras características funcionaron como se había anunciado, especialmente el sistema de calefacción y el aire acondicionado pasivo, basado en el «efecto cúpula».
Los habitantes de la versión altamente modificada de la casa dijeron que el baño era particularmente excelente. A los niños les gustaba hacer guerras de agua allí porque «era absolutamente indestructible mediante agua». El baño consistía en dos burbujas de cobre conectadas y selladas entre sí. La pieza inferior está completamente chapada con una aleación de estaño/antimonio y la mitad superior pintada. Cada burbuja tenía un desagüe. No había superficies de áreas de menos de cuatro pulgadas (10 cm) para facilitar su limpieza. El inodoro, la ducha, la bañera y la pila estaban moldeados en una misma estructura de una sola pieza. Una burbuja contenía una bañera ergonómica y una ducha. La bañera oval tenía los mangos montados en el interior de la entrada. La otra burbuja tenía el retrete y la pila. La ventilación del baño era un gran ventilador silencioso bajo la pila principal que mantenía los olores lejos de las narices de las personas. Para evitar el empañamiento, el espejo estaba encarado al botiquín que estaba ventilado por el ventilador. Una versión de plástico del baño estuvo disponible intermitentemente hasta la década de 1980.

## Críticas
Las críticas a la casa Dymaxión incluyen su supuesta visión “un tamaño para todos” para las casas que no tenía en cuenta en absoluto los estilos arquitectónicos locales y su uso de materiales de altas energías como el aluminio en lugar de otros como el adobe y los azulejos. Fuller eligió aluminio por su escaso peso, su resistencia y durabilidad, que compensarían su coste inicial. El aluminio era también la elección lógica si las casas se construían en fábricas de aviones que, como la Primera Guerra Mundial había acabado, tenían un exceso de capacidad sustancial.